# Shirley Verrett
Shirley Verrett (Nova Orleans, EUA, 31 de maig de 1931 – Ann Arbor, EUA, 5 de novembre de 2010) fou una mezzosoprano operística afroamericana, que va passar a cantar amb èxit papers de soprano. Verrett va gaudir d'una gran fama entre finals de la dècada del 1960 fins a la dècada del 1990, i va ser particularment reconeguda per les seves interpretacions d'òperes de Verdi i de Donizetti.

## Educació i primers anys
Verrett va néixer en una família afroamericana devota de l'Església Adventista del Setè Dia de Nova Orleans, Louisiana, però va créixer a Los Angeles, Califòrnia. Va cantar a l'església i va mostrar ben aviat habilitats per la música, però la seva família no li va deixar inicialment començar els estudis de cant. Més tardà, Verrett va anar a estudiar cant amb Anna Fitziu i amb Marion Szekely Freschl a l'Juilliard School de Nova York. El 1961 va guanyar el concurs d'Audicions del Consell Nacional del Metropolitan Opera.

## Carrera internacional
Va fer el seu debut operístic l'any 1957 en l'òpera The Rape of Lucretia de Benjamin Britten. El 1958 va fer el seu debut amb l'Òpera de la Ciutat de Nova York fent el paper d'Irina en Lost in the Stars de Kurt Weill. El 1959 va fer el seu debut europeu a Colònia (Alemanya), en l'òpera Rasputins Tod de Dmitri Nabokov. El 1962 va rebre unes crítiques entusiasta per la seva Carmen de Georges Bizet en Spoleto, Itàlia, repetint la funció al Teatre Bolxoi de Moscou el 1963, i a l'Òpera de la Ciutat del Nova York el 1964 (amb Richard Cassilly i Norman Treigle). Verrett va fer la seva primera aparició al Royal Opera House, Covent Garden, el 1966, en el paper d'Ulrica a Un ballo in maschera de G. Verdi.
Verrett va aparèixer en el primer concert mai televisat des del Lincoln Center de Nova York, l'any 1962, i també va aparèixer el mateix any en el primer Concert per a Gent Jove (Young People's Comncerts) de Leonard Bernstein que es va televisar des d'aquell local, actualment el Avery Fisher Hall.
Va fer el seu debut al Metropolitan Opera de Nova York el 1968, en Carmen, i a La Scala de Milà el 1969 a Samson et Dalila de Camille Saint-Saëns. Les funcions de Verrett com a mezzosoprano van incloure Cassandra i Didon (Les troyens de Berlioz) -inclosa la primera audició al Metropolitan Opera, quan va cantar ambdós papers en la mateixa representació-, Ulrica, Amneris, Eboli, i Azucena de Verdi, Dalila de Sant-Saëns, Elisabetta en Maria Stuarda i Leonora en La Favorite de Donizetti, l'Orfeu en Orfeu i Eurídice de Christoph Willibald Gluck, i Neocles (Le Siège de Corinthe) i Sinaide en Mosè in Egitto de Gioachino Rossini. Moltes d'aquestes funcions van ser enregistrades, professionalment o privadament.
A finals de 1971 va cantar el Don Carlos de Verdi al Gran Teatre del Liceu de Barcelona, acompanyada de Montserrat Caballé, Bruno Prevedi i Vicenç Sardinero.
Cap al final de la dècada del 1970 Verrett va començar a cantar papers de soprano. La llista de papers cantats d'aquesta tessitura al llarg dels anys inclou òperes com ara Selika en L'Africaine de Giacomo Meyerbeer, Judith en El castell de Barbablava de Béla Bartók, Lady Macbeth en Macbeth de Verdi, Madame Lidoine en Dialogues des Carmélites de Francis Poulenc, Tosca, Norma, Aida, Desdemona (Otello), Leonore (Fidelio), Iphigénie, Alceste i Médée (Cherubini). La seva Tosca va ser televisada per la PBS des del Metropolitan Opera de Nova York en desembre de 1978, sis dies abans del Nadal. Amb ella va cantar el tenor italià Luciano Pavarotti en el paper de Mario Cavaradossi.
El 1986 va oferir un recital amb obres de Franz Schubert, Johannes Brahms i Richard Strauss al Palau de la Música Catalana, en la temporada d'Euroconcert.
El 1990 Verrett va cantar Dido en Les Troyens en la inauguració de la Opéra Bastille de Parí, i va afegir un nou paper al seu repertori: la Santuzza de Cavalleria rusticana, de Pietro Mascagni, en la ciutat de Siena. El 1994 va fer el seu debut a Broadway en la reestrena, guanyadora d'un Premi Tony, del musical Carousel de Richard Rodgers (música) i Oscar Hammerstein II (text) al Teatre Vivian Beaumont del Lincoln Center, interpretant el paper de Nettie Fowler.
El 1996 Verrett va ser contractada per la Universitat Escola de Música, Teatre i Ball de Michigan, com a professora de cant i per la Universitat James Earl Jones com a professora de música.

## Autobiografia
En 2003 Shirley Verrett va publicar la seva autobiografia, I Never Walked Alone (No vaig caminar mai sola) (ISBN 0-471-20991-0 ), a la qual parla obertament del racisme que va trobar en el món de música clàssica americana com a afroamericana. Quan el director Leopold Stokowski la va convidar per a cantar amb la Simfònica d'Houston a inicis de la dècada del 1960, va haver de rebutjar la invitació perquè la direcció de l'orquestra es va negar a acceptar una solista negre. Posteriorment Stokowski va voler honorar-la per aquest incident convidant-la a una orquestra de molt més prestigi, com l'Orquestra de Filadèlfia.

## Vida familiar
Verrett es va casar dues vegades, la primera el 1951 amb James Carter. Temps més tard es va casar, el 1963, amb l'artista Lou LoMonaco. A la seva mort la seva família consistia en LoMonaco, la seva filla adoptada Francesca i la seva neta.

## Mort
Verrett va morir en Ann Arbor, Michigan, als 79 anys, el 5 de novembre de 2010, d'una insuficiència cardíaca provocada per alguna malaltia no revelada.